# تعصب رياضي

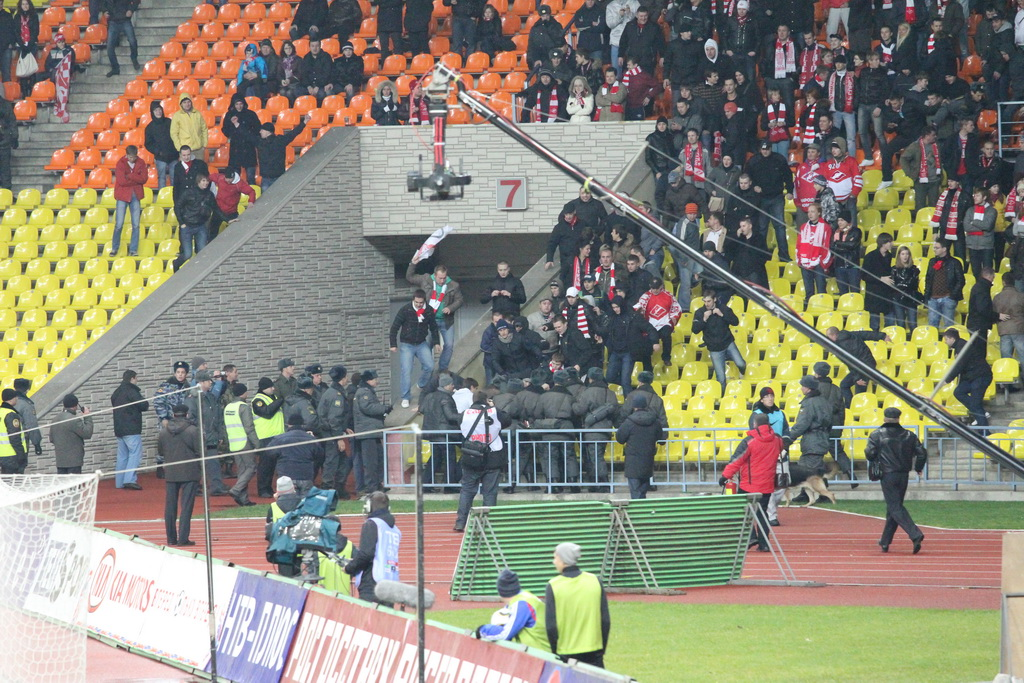

التعصب الرياضي أو الهوليغانز Hooliganism هي ظاهرة تطرف في الآراء لصالح نادي رياضي معين أو أندية ضد نادي آخر من نفس الدولة أو المنطقة، وعادة مايكون ذلك مصحوبا بالإساءة والاستهزاء والسخرية والإتهامات والتجريح غير المبـرر. وقد عرفت هذه الظاهرة منذ أشتهرت رياضة كرة القدم.

## المصطلح
هناك العديد من النظريات المتعلقة بأصل كلمة الهوليغانز Hooliganism ، وهي مشتقة من كلمة المشاغبين. ينص قاموس كومباكت أوكسفورد الإنجليزي على أن الكلمة قد تكون نشأت من لقب عائلة أيرلندية صاخبة في أغنية قاعة الموسيقى في تسعينيات القرن التاسع عشر.  كتب كلارنس روك ، في كتابه 1899 ، Hooligan Nights ، أن الكلمة جاءت من باتريك هوليهان (أو هوليغانز ) ، الحارس واللص الأيرلندي الذي عاش في لندن.
في عام 2015 ، قيل في برنامج تلفزيون بي بي سي سكوتلاند The Secret Life of Midges  أن القائد العام الإنجليزي أثناء صعود اليعاقبة عام 1745 ، الجنرال ويد ، أخطأ في نطق الكلمة الغيلية الأسكتلندية المحلية التي تعني midge - meanbh-chuileag - وصاغ كلمة المشاغبين لوصف غضبه وإحباطه من الطريقة التي جعلت بها الكائنات الحية الدقيقة حياة جنوده وحياة جنوده بؤسًا ؛ قد يكون هذا الاشتقاق ملفقًا.